# Armikrog
Armikrog (рус. Армикрог) — игра от создателей The Neverhood, являющаяся его духовной и идейной наследницей. Armikrog, как и The Neverhood, визуально выполнена из пластилина. Релиз игры на PC состоялся 30 сентября 2015 года, а 23 августа 2016 года игра вышла на консолях.

## Сюжет
Жители планеты Иксен должны найти ряд исчерпанных на планете элементов для поддержания энергии, иначе им грозит смерть. Три брата отправляются на поиски жизненно важного высокоэнергетического элемента питания, на планету Спиро-5, но двое, Вогнавт и Номнавт, пропадают без вести. Младший, космический странник Томминавт (англ. Tommynaut) и говорящий пёс Клювик (англ. Beak-Beak), оказываются на Спиро-5 после крушения своего космолёта. Спасаясь от Монстра, они оказываются в крепости Армикрог, откуда должны найти выход.

## Разработка
Разработали Armikrog создатели оригинальной The Neverhood — дизайнер Дуглас Тен-Нэйпел, композитор Терри Скотт Тейлор (Terry S. Taylor), который писал музыку и к игре The Neverhood, а также Майк Диц (Mike Dietz) и Эд Скофилд (Ed Schofield).
Сборы средств на создание игры велись через сайт Kickstarter, собрано 974 578 долларов из запланированных 900 000. Всего Armikrog финансово поддержали 18 126 человек.
Дуглас Тен-Нэйпел, как создатель и главный дизайнер игры The Neverhood, хотел сделать её прямое продолжение, но права на The Neverhood принадлежат Electronic Arts, хотя Дуглас и пытался с этой компанией вести переговоры о непосредственном продолжении. В итоге Дуглас нашёл выход из положения и назвал игру не The Neverhood 2, а Armikrog, а главного героя назвал не Клэймен, а Tommynaut — Томминавт (свободная вариация слова Astronaut — Астронавт (космонавт)), который весьма похож на Клэймена.

Годами фаны Neverhood просили создать ещё одну игру, и вот я объединяюсь со своими приятелями по Earthworm Jim и Neverhood Майком Дитцом (Mike Dietz) и Эдом Шофилдом (Ed Schofield) для создания полномасштабного «point-and-click» приключения с пластилиновой и кукольной мультипликацией. Новые персонажи, но в моём привычном стиле. Терри Тейлор (Terry Taylor) занимается музыкальным сопровождением. И здесь вступаете вы. Что бы вы, фаны Neverhood, хотели увидеть в новой игре? Мы прочитаем каждое предложение и постараемся воплотить все хорошие идеи! Теперь ваша очередь.
— «Дуглас Тен-Нэйпел. Armikrog (от создателей Neverhood) на AG.ru»
В отличие от The Neverhood, в Armikrog гораздо больше реплик и диалогов. Томминавта озвучил Майкл Дж. Нельсон, Клювика — Роб Полсен.

## Отзывы
| Сводный рейтинг | Сводный рейтинг |
| Агрегатор       | Оценка          |
| --------------- | --------------- |
| GameRankings    | 56,89 %         |

Игра получила смешанные отзывы. Оценка сайта Metacritic составляет 58/100. Большее недовольство вызвало ощущение незаконченности проекта, что видно по  концепт-артам игры, вторичность, однотипные загадки, а также продолжительность игры, которая оказалась весьма короткой.